# Beyond Belief
Beyond Belief é o décimo segundo álbum de estúdio da banda Petra, lançado a 20 de Junho de 1990. "Beyond Belief" é um cd marcado por um som pesado e ritmado, tendo somente duas baladas entre suas dez faixas. É considerado pela maioria dos fãs como o melhor cd lançado pelo Petra. Canções como "Creed", "Beyond Belief" e "Love" alcançaram o topo das paradas de sucesso da música cristã internacional.
O disco atingiu o nº 1 do Top Contemporary Christian. Com "Beyond Belief" a banda também ganhou o seu primeiro Grammy Award na categoria Best Rock Gospel Album.
Devido o grande sucesso de Beyond Belief, ainda foram produzidos na época cinco vídeo-clipes para o mini-filme homônimo que conta a história sobre um jovem atleta cristão que, depois de se sentir decepcionado com Deus por causa do divórcio de seus pais e seu irmão com diagnóstico de câncer, encontra seu caminho de volta para o Pai, numa luta espiritual e de vitória que o leva a uma "fé incomparável".
| Críticas profissionais                                                      | Críticas profissionais |
| Avaliações da crítica                                                       | Avaliações da crítica  |
| Fonte                                                                       | Avaliação              |
| --------------------------------------------------------------------------- | ---------------------- |
| Jesus Freak Hideout                                                         | (sem nota)             |
| Esta tabela precisa de ser acompanhada por texto em prosa. Consulte o guia. |                        |

## Faixas
Todas as músicas por Bob Hartman, exceto onde anotado
1. "Armed and Dangerous" – 4:06
2. "I Am on the Rock" (Hartman, John Elefante) – 4:37
3. "Creed" – 4:36
4. "Beyond Belief" – 5:06
5. "Love" – 4:10
6. "Underground" (Hartman, Elefante) – 4:33
7. "Seen and Not Heard" – 3:54
8. "Last Daze" – 5:04
9. "What's in a Name" – 3:34
10. "Prayer" (Hartman, Elefante) – 4:15

## Créditos
- Bob Hartman - Guitarra
- John Schlitt - Vocal
- John Lawry - Teclados, vocal
- Ronny Cates - Baixo
- Louie Weaver - Bateria

## Músicos Convidados
- John & Dino Elefante, Dave Amato - Backing vocals
- Walt Harrah and the Los Alamitos Congregational Choir - Backing vocals na música "Love"
- John Andrew Schreiner - Teclados adicionais